# Pohlitz (Bad Köstritz)
Pohlitz ist ein Ortsteil von Bad Köstritz im Landkreis Greiz in Thüringen.

## Lage
Der Ortsteil Pohlitz liegt östlich der Stadt Bad Köstritz und des Flusses Weiße Elster am Fuß und Hang der Elsterauen Osthänge. Die Kreisstraße 101 und eine Gehwegunterführung der Bahnstrecke verbindet den Ortsteil mit der Stadt und gibt Anschluss an die Bundesstraße 7.

## Geschichte
Das Dorf Pohlitz wurde am 23. Mai 1449 erstmals urkundlich erwähnt. Für den romanischen Vorgängerbau wurde 1723 eine neue Kirche gebaut.

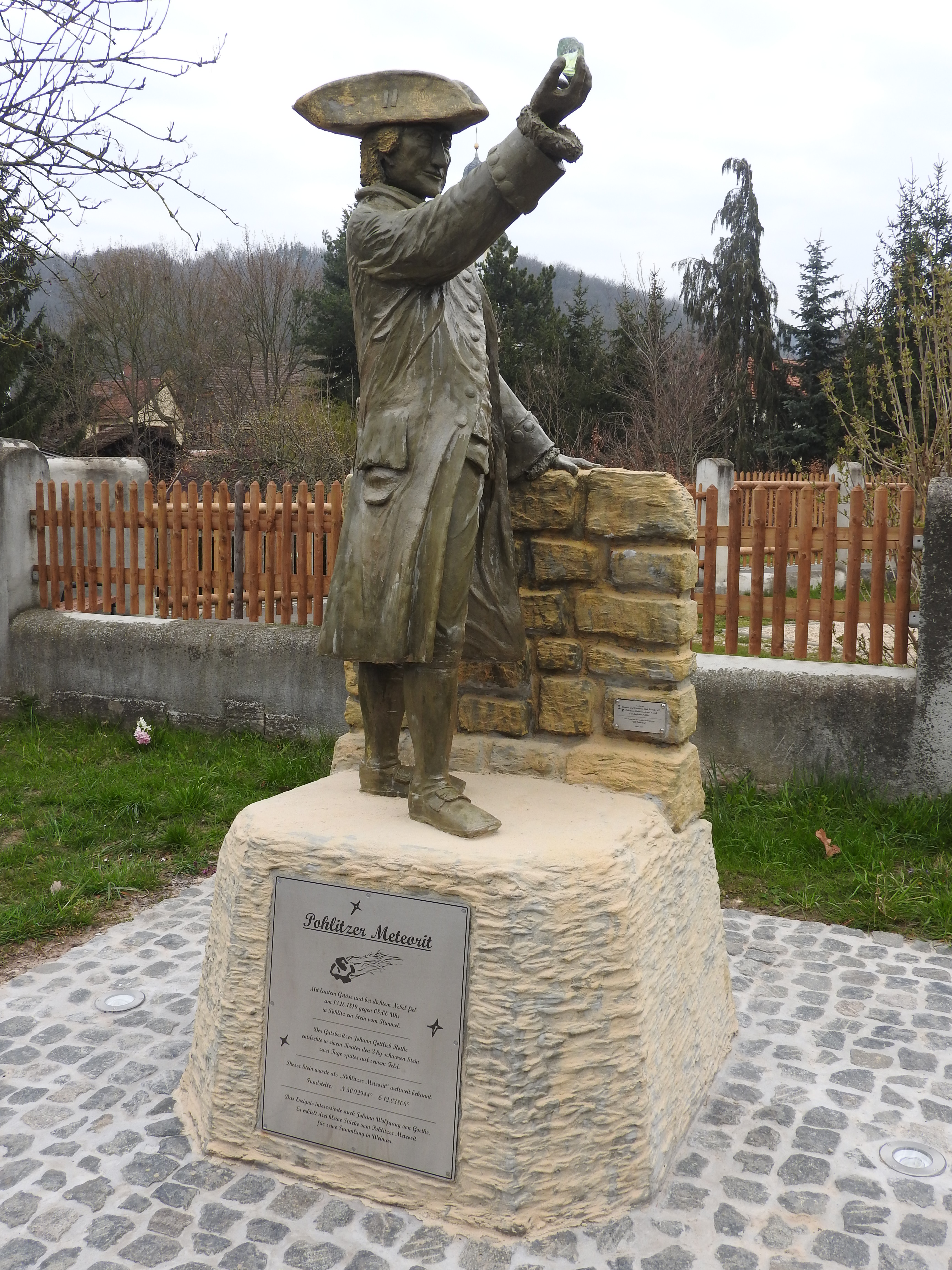
Meteoritendenkmal Goethe mit Meteorit

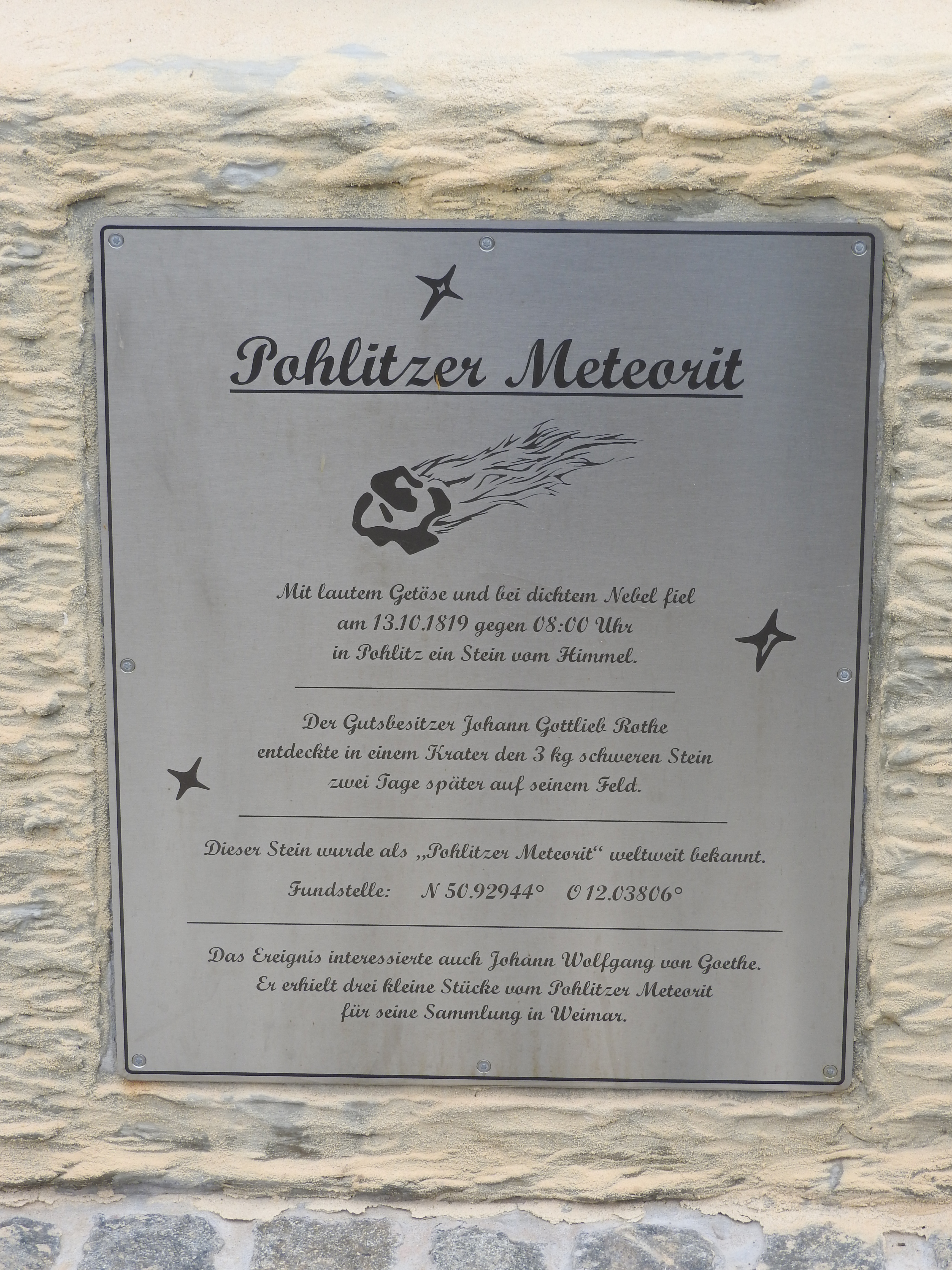
Gedenkplatte

Am 13. Oktober 1819 fiel bei dichtem Nebel auf einem Acker zwischen Pohlitz und Langenberg  im Gebiet des heutigen Chemiewerks Bad Köstritz ein rund drei Kilogramm schwerer Steinmeteorit vom Typ Chondrit L5 vom Himmel. Am 15. Oktober 1819 entdeckte der Gutsbesitzers Johann Gottlieb Rothe die Einschlagstelle mit circa 1 Meter Durchmesser auf seinem Feld. Der bei seiner Bergung ca. 3 kg schwere Meteorit wurde unter dem offiziellen Namen „Pohlitz“ registriert.
Der mit einer dunklen Kruste bedeckte Stein war annähernd eiförmig mit mehreren flachen und tiefen Eindrücken und maß in seiner längsten Ausdehnung etwa 14 Zentimeter. Mehrere seiner Teilstücke sind mittlerweile in Sammlungen der ganzen Welt verteilt.
1831 wurde auf Pohlitzer Flur wurde von Glenck eine Saline (Heinrichshall) eröffnet. 1909 erfolgte die Schließung und Vereinigung mit einer chemischen Fabrik.

## Sehenswürdigkeiten
- Dorfkirche Pohlitz
- Kriegerdenkmal
- Goethedenkmal zum Meteoriteneinschlag zur Erinnerung an Goethes Interesse an dem Pohlitzer Meteoriten mit folgender Inschrift:

Pohlitzer Meteorit
Mit lautem Getöse und bei dichtem Nebel fiel am 13.10.1819 gegen 8:00 Uhr in Pohlitz ein Stein vom Himmel.
Der Gutsbesitzer Johann Gottlieb Rothe entdeckte in einem Krater den 3 kg schweren Stein zwei Tage später auf seinem Feld.
Dieser Stein wurde als Pohlitzer Meteorit weltweit bekannt.
Fundstelle: N 50.92944° O 12.03806°
Das Ereignis interessierte auch Johann Wolfgang von Goethe.
Er erhielt drei kleine Stücke vom Pohlitzer Meteorit für seine Sammlung in Weimar.